# Nestor Mahno
Nestor Ivanovič Mahno (ukr. Нестор Іванович Махно - Nestor Ivanovyč Mahno); (Guljaj Pole, 26. listopad 1888. - Pariz, 6. srpanj 1934.); je ukrajinski anarhistički revolucionar, pokretač anarhističkog pokreta i neovisne vojske u zaraćenoj Ukrajinskoj Narodnoj Republici i tek stvaranoj sovjetskoj Ukrajini između 1917. i 1921. godine. Mahno se u sklopu Revolucionarne ustaničke armije Ukrajine (poznate i kao vojska Mahnovčina) borio protiv Bijele, Crvene i drugih armija za vrijeme Ruske revolucije s ciljem uspostavljanja anarhističkog društva u slobodnoj Ukrajini.

## Sažeta povijest
Godine 1908., Nestor Mahno je zbog ubojstva šefa policije osuđen na doživotni zatvor. Oslobođen je 1917. kada je izabran za vođu radničkog i seljačkog sovjeta u Huljajpolu. Na čelu naoružane grupe koja je marširala pod velikom crnom zastavom, na kojoj je pisalo «Sloboda ili smrt – zemlja seljacima, tvornice radnicima», Mahno je započeo s dodjeljivanjem zemljišnih posjeda seoskom stanovništvu. Poznata je njegova izjava: «Mi ćemo pobijediti ne da bi slijedili primjer prošlosti i predali svoju sudbinu u ruke nekog novog gospodara, nego da bi je uzeli u svoje ruke i upravljali svojim životima po našoj volji i našem shvaćanju istine». 
Mnogi ukrajinski anarhisti, bježeći od boljševičkog terora, su se uputili u koljevku Mahnova pokreta, prema stepskim odnosno ravničarskim prostorima jugoistočne Ukrajine. U jesen 1918. u Harkivu je osnovan «Nabat», konfederacija anarhističkih organizacija. Nabat je opisao boljševičku partiju kao «službeni administrativno-politički i policijski aparat novog šefa izrabljivača države», i pozvao na svjetsku revoluciju zasnovanu na slobodnim federacijama urbanih i ruralnih zajedica.
Nakon niza sukoba s ukrajinskim anarhističkim grupama, Lav Trocki je 27. studenog 1920. naredio napad na Mahnovo sjedište, a samo dan prije svi anarhistički zapovjednici su ubijeni u prijevari tijekom dogovorenog mirovnog sastanka. Boljševička tajna policija Čeka, je istovremeno pritvorila članove Nabatske konfederacije u Harkivu, a širom Sovjetskog Saveza, uključujući i Rusiju, napadani su i pozatvarani anarhistički klubovi, organizacije i novine. Iako je bio teško ranjen, Mahno je s ostacima svoje anarhističke vojske izmicao boljševicima još godinu dana, dok naposljetku nije pobjegao u Francusku. Preživjeli ukrajinski anarhisti su i dalje vodili kampanju terora protiv boljševika te su tako 1921. minirali Glavni štab Komunističke Partije u Moskvi, ubivši i ranivši 67 osoba. 
1926. godine pridružio se ruskim anarhističkim iseljenicima u Parizu s kojima je izdavao mjesečnik Dielo Truda ("Radnička stvar"). Iste godine, u časopisu je izašao tekst Organizacijske platforme Sveopćeg saveza anarhista, čiji je koautor bio Mahno. Taj je dokument izazvao podjelu unutar anarhističkog pokreta i doživio napade od strane brojnih utjecajnih anarhista, poput Volina, Malateste, Emme Goldman i drugih. Platforma je danas jedan od najvažnijih anarhističkih dokumenata te se brojne grupe po njoj nazivaju platformističkim.
Za vrijeme svog života u Parizu, radio je kao tesar i najamni radnik. Nestor Mahno je umro od tuberkuloze u 45. godini života u Parizu, a pokopan je na groblju Père-Lachaise.
Mahnova udovica Agafja i kćer Jelena bile su deportirane na prisilni rad u Treći Reich za vrijeme Drugog svjetskog rata. Po završetku rata uhitio ih je NKVD te su u SSSR-u osuđene na osam godina robije. Puštene su 1953. godine, nakon smrti Staljina, ali su prognane u Kazakhstan. Nekoliko puta je Agafja posjetila Guljaj Polje da posjeti rodjake. Agafja je umrla 1978 godine u Tarazu, Kazakhstan.

## Vanjske poveznice
- Nestor Makhno Photo Archive and Library (rus.)
- The Nestor Makhno Archive
- Text of the "Platform" (eng.)
- Organizacijska platforma Sveopćeg saveza anarhista (nacrt)  Arhivirana inačica izvorne stranice od 16. ožujka 2013. (Wayback Machine) (hrv.)
- Libertarian Communist Library - Nestor Makhno holdings
- My visit to the Kremlin by Nestor Makhno
- The Nestor Makhno FAQ
- Nestor Makhno page  Arhivirana inačica izvorne stranice od 9. prosinca 2015. (Wayback Machine) from Daily Bleed's Anarchist Encyclopedia
- The Truth about Nestor Makhno by the Libertarian groups of Toronto (1934)